# Péché mortel
Pour les articles homonymes, voir Péché mortel (homonymie).
Le péché mortel, par opposition au péché véniel, est une désobéissance à la loi de Dieu en matière grave, commise avec pleine advertance et consentement délibéré. Le péché grave s’appelle mortel, parce qu’il prive l’âme de la grâce divine qui est sa vie, lui enlève les mérites et la capacité d’en acquérir de nouveaux, et la rend digne de la peine ou mort éternelle en enfer.
Il s'enracine dans la première épître de Jean où il est écrit (1 Jn 5,16) : « Si quelqu’un voit son frère commettre un péché qui ne mène pas à la mort, qu’il prie pour ce frère et Dieu lui donnera la vie. Il s’agit de ceux qui commettent des péchés qui ne mènent pas à la mort. Mais il existe un péché qui mène à la mort ».

## Catégorisation
Les notions de péchés mortels et véniels puisent leurs origines dans les écrits d'Augustin d'Hippone d'après lequel les premiers peuvent être expiés par une pénitence publique tandis que les seconds le peuvent simplement par le jeûne.

Le célèbre Catéchisme de Pie X apporte en 1905 une définition du péché mortel :

« Le péché mortel est une désobéissance à la loi divine par laquelle on manque gravement à ses devoirs envers Dieu, envers le prochain et envers soi-même. »

Suivant le catéchisme de l'Église catholique, un péché est mortel s'il a pour objet une « matière grave » et s'il est commis en pleine conscience et avec un entier consentement, à la différence du péché véniel qui affaiblit la grâce divine sans la supprimer. La « matière grave » est définie d'après un passage de l'évangile selon Marc dans un passage où Jésus de Nazareth évoque le Décalogue devant le Jeune homme riche : « Tu ne commettras point d'adultère ; tu ne tueras point ; tu ne déroberas point ; tu ne diras point de faux témoignage ; tu ne feras tort à personne ; honore ton père et ta mère ». Considérant le péché sous l'aspect de la peine qu'il entraîne, Thomas d'Aquin avec d'autres docteurs appelle mortel le péché qui, s'il n'est pas remis, fait contracter une peine éternelle.
Cet acte coupe totalement celui qui le commet de la grâce divine, plaçant ainsi l'âme en état de mort spirituelle (c'est-à-dire séparée de Dieu) jusqu'à son absolution à travers les sacrements du baptême, de la pénitence appelé aussi sacrement de la réconciliation.